# Dead or Alive (serie di film)
La cosiddetta trilogia di Dead or Alive è una trilogia riguardante tre film diretti da Takashi Miike tra il 1999 e il 2002. I film facenti parte della trilogia sono i seguenti:
- Dead or Alive (DEAD OR ALIVE 犯罪者?, Deddo oa araibu: Hanzaisha) (1999)
- Dead or Alive 2: Birds (DEAD OR ALIVE 2 逃亡者?, Dead or Alive 2: Tōbōsha) (2000)
- Dead or Alive: Final (2002)

## Una trilogia anomala
Come la Black Society Trilogy, anche questa è una trilogia anomala, in quanto i tre film sono collegati tra di loro soltanto dal regista e dagli attori protagonisti Riki Takeuchi e Shō Aikawa, mentre le storie sono totalmente diverse.
Dead or Alive è un film d'azione che, nelle intenzioni dei produttori, doveva essere una sorta di remake di Heat - La sfida. Takashi Miike lo trasformò invece in un film iperviolento, con molte scene splatter. In questo film Aikawa interpreta il detective Jojima, che dà la caccia al sicario yakuza Ryuchi, interpretato da Takeuchi. Il film è noto per l'adrenalinico incipit: dieci minuti di immagini violente montate come un videoclip e commentate soltanto da una trascinante musica, e per il finale, incredibile e inatteso, in cui nessuno esce vivo e tutto il mondo esplode a causa di una scarica nucleare emessa da Ryuchi.
Dead or Alive 2: Birds, più che un sequel è un nuovo inizio per la trilogia, dopo il finale apocalittico del primo film. Lo stile della regia è più trattenuto, e la storia si fa poetica, onirica, surreale e commovente, anche se non mancano scene di violenza e sparatorie. Stavolta Aikawa e Takeuchi interpretano entrambi due killer che si ritrovano durante una sparatoria e si ricordano i tempi dell'infanzia passata in un orfanotrofio. Metteranno in atto un piano di omicidi e i soldi ricavati serviranno a pagare le medicine per i bambini del Terzo Mondo. Anche la sessualità in questo film è meno provocatoria e deviata del primo, tranne una sequenza di sesso necrofilo. Il finale è più trattenuto, anche se sempre surreale.
In Dead or Alive: Final Aikawa e Takeuchi tornano ad essere nemici, mentre il genere del film cambia totalmente: non più un film d'azione, bensì un film di fantascienza cyberpunk in cui Aikawa e Takeuchi interpretano due androidi. Il finale del film torna ad essere spiazzante e provocatorio, come in Dead or Alive, mentre lo stile è volutamente piatto.

## Collegamenti tra le pellicole
Nonostante quella di Dead or Alive sia una trilogia anomala, vi sono nei tre film che la compongono alcune sequenze ricorrenti.
In Dead or Alive 2: Birds c'è ad esempio una sequenza in cui Aikawa tira fuori dal nulla un mattone e lo rompe in testa a un nemico. Questa sequenza ricorda l'incredibile sequenza del finale di Dead or Alive, in cui lo stesso Aikawa tira fuori dal nulla un bazooka. In Dead or Alive: Final sono invece presenti alcune brevi sequenze tratte dai due film precedenti, come se fossero dei flashback riguardanti i protagonisti della storia.
Anche alcuni effetti speciali tornano da film in film. Sempre in Dead or Alive 2: Birds è presente una sequenza di un cielo in cui spicca un'enorme stella cometa realizzata con una risoluzione molto bassa. In Dead or Alive è presente un altro effetto speciale artigianale: quando Takeuchi afferra Aikawa nello scontro finale e lo fa girare, lo sfondo è realizzato tramite due fotogrammi alternati.

## Takashi Miike e i sequel
Takashi Miike non ha mai amato i sequel. Il regista ha infatti dichiarato: «Generalmente penso che fare un sequel sia un insulto al film originale, perché i produttori pensano che possono fare qualcosa di meglio del primo film con meno soldi. Ma è una cosa normale nell'industria del video. Un progetto sequel è sempre basato su un ragionamento negativo. Così, quando mi è stato offerto di fare un sequel ho visto l'opportunità per resistere, per ribellarmi, non facendo un sequel come un seguito ma cambiando le cose. Non mi eccita molto fare un normale sequel».